# Zyranna Zateli

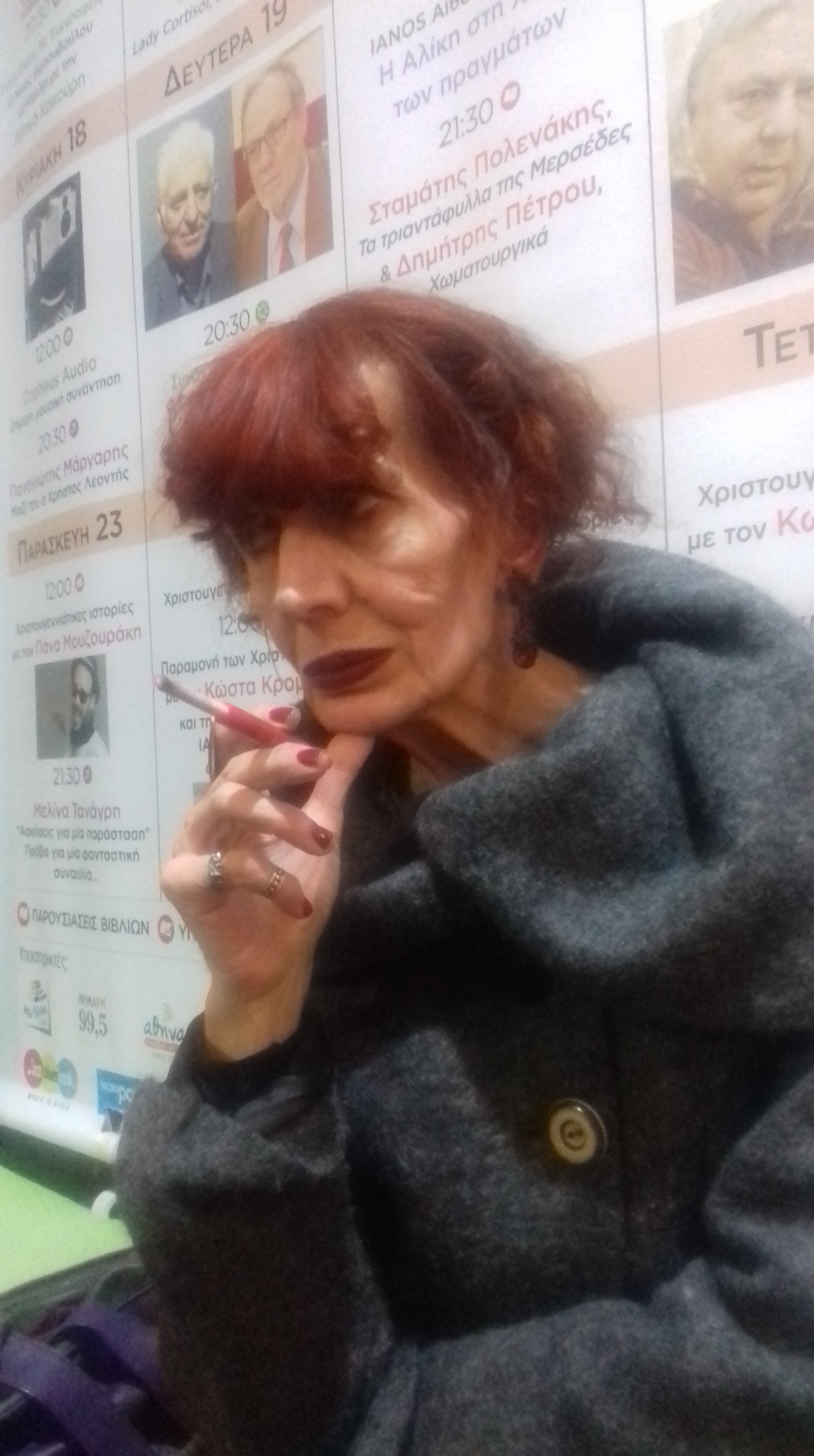
Zyranna Zateli

Zyranna Zateli (griechisch Ζυράννα Ζατέλη, * 1951 in Sochos, auch Siranna Sateli, Ziranna Zanteli, Zyranna Zatelē) ist eine griechische Schriftstellerin.

## Leben
Zateli wurde 1951 in der Nähe von Thessaloniki geboren. Ihr Vater war unter anderem Besitzer eines Kinos, in welchem sie in ihrer Kindheit viele Abende verbrachte und Filme sah. Nach ihrem Schulabschluss lebte sie einige Jahre im europäischen Ausland. 1973 ließ sie sich in Athen nieder. Dort studierte sie zunächst an der Schule für Schauspiel und arbeitete als Produzentin beim Radio. 1984 veröffentlichte sie ihren ersten Band mit Kurzgeschichten (Περσινή αρραβωνιαστικιά) und verschrieb sich seitdem ganz dem Schreiben.
Ihre Werke sind auf Albanisch, Französisch, Deutsch, Niederländisch, Italienisch, Litauisch und Serbisch übersetzt. Besonders starke Rezeption erfuhr dabei ihr Roman Und beim Licht des Wolfes kehren sie wieder (Και με το φως του λύκου επανέρχονται). Einzelne Kurzgeschichten wurden darüber hinaus in weitere Sprache übersetzt und sind in Anthologien und Zeitschriften erschienen.

## Werke (Auswahl)
- Die Traumtänzerin. Filigrane Geschichten (Originaltitel: Περσινή αρραβωνιαστικιά. Kurzgeschichten, 1984), übersetzt von Gabi Wurster. Dialogos Verlag, Wannweil 1988, ISBN 978-3-927220-01-0
- Στην ερημιά με χάρι. Kurzgeschichten, 1986
- Και με το φως του λύκου επανέρχονται. Roman, 1993. Auf Deutsch unter abweichendem Titel zweifach erschienen:
  - Und beim Licht des Wolfes kehren sie wieder. Roman in zehn Geschichten, übersetzt von Danae Coulmas und Nonna Nielsen-Stokkeby, Verlag Kiepenheuer & Witsch, 1997, 3. Auflage 2017, ISBN 978-3-462-02612-2
  - Schwestern der Dämmerung. Roman in zehn Geschichten, übersetzt von Danae Coulmas und Nonna Nielsen-Stokkeby, Blanvalet Verlag, 2005, ISBN 978-3-442-36149-6
- Με το παράξενο όνομα Ραμάνθις Ερέβους, Ο θάνατος ήρθε τελευταίος. Roman, 2001
- Ο δικός της αέρας. Essay, 2005
- Οι μαγικές βέργες του αδελφού μου. Essay, 2006
- Με το παράξενο όνομα Ραμάνθις Ερέβους, Το πάθος χιλιάδες φορές. Roman, 2009
- Ηδονή στον κρόταφο. 2011
- Τετράδια Ονείρων. 2017

## Auszeichnungen
Zateli erhielt 1994 für ihren Roman Und beim Licht des Wolfes kehren sie wieder (Και με το φως του λύκου επανέρχονται.) und erneut 2002 für ihren Roman Με το παράξενο όνομα Ραμάνθις Ερέβους, Ο θάνατος ήρθε τελευταίος. den Staatlichen Literaturpreis Griechenlands.